# Axel Nipstad
Axel Hilbert Nipstad, tidigare Pettersson, född 27 maj 1901 i Skärvsta, Sollefteå, död 9 januari 1953 i Grytnäs, Leksand, var en svensk målare och tecknare.
Han var son till Johan Pettersson och hans hustru född Schröder. Han bedrev från ungdomsåren självstudier inom målning och teckning. Eftersom föräldrarna kände Helmer Osslund kom han att fungera som tillfällig lärare till Nipstad. Dessutom blev det ett antal studieresor till bland annat Tyskland, Frankrike, Belgien och Danmark. Han arbetade först som typograf i Sollefteå men när han själv ansåg att hans teckningar höll en hög och jämn klass sökte han sig till Stockholm för att där försöka leva enbart på sin konstnärliga förmåga. Han anlitades som tecknare och illustratör i ett flertal tidningar bland annat Folkets Dagblad, Social-Demokraten och Folket i Bild. Han medverkade i sin första konstutställning på Liljevalchs konsthall 1934 där han visade upp fyra oljemålningar men det var först 1954 som han helt ägnade sig åt måleri. Han medverkade i ett antal samlingsutställningar i bland annat Eskilstuna, Linköping, Sundsvall och Kiruna. I sitt motivval var han en efterföljare till Osslund och målade landskapsskildringar från den norrländska fjällvärlden och sin hembygd i Ådalen samt skildringar från Dalarna dessutom blev det några figurer och blomsterstilleben.